# Stalowa Wola
Stalowa Wola (udtale: [staˈlɔva ˈvɔla]) er en by i det sydøstlige Polen. Rzeszów har 57.620(2021) indbyggere og et areal på 82,5 km². Den ligger i den nordlige del af voivodskabet Nedrekarpater, og er også administrationsby for powiatet (amt) Stalowa Wola. Byen ligger i det historiske Lillepolen nær sammenløbet af floderne Wisła og San.

## Historie
I Kongeriget Polen, lå det i det sydøstlige hjørne af Sandomierz Voivodeskab, nær grænsen til Røderutenien. Byen Stalowa Wola blev bygget på det sted, hvor landsbyen Pławo engang lå, mellem de gamle byer Nisko og Rozwadów. De første omtaler af Pławo kommer fra første halvdel af det 15. århundrede. I den nærliggende landsby Przyszów var der en jagthytte for kong Władysław Jagiełło, bygget før 1358. I slutningen af det 15. århundrede var Pławo en kongelig landsby. I 1656 var området Pławo stedet for et slag mellem polske og svenske hære. Her, i sammenløbet af San og Wisła, blev svenske tropper under kong Karl Gustav omringet af Stefan Czarniecki (se Karl 10. Gustavs polske krig).